# Andrea Cappellano
Andreas Cappellanus (łac.), fr. André le Chapelain, pl. Andrzej Kapelan – poeta XII-wieczny, prawdopodobnie dworzanin Marii z Szampanii. Znany jako autor De Amore.